# Loxoconchidae
Loxoconchidae é uma família de ostracodes pertencentes à ordem Podocopida.

## Géneros
Géneros (lista incompleta):
- Alataconcha Whatley e Zhao
- Antarctiloxoconcha Hartmann, 1986
- Australoloxoconcha Hartmann, 1974